# Strübelmühle
Die Strübelmühle ist eine Wassermühle und Einzelsiedlung in Alfdorf, einer Gemeinde im baden-württembergischen Rems-Murr-Kreis. Die Anlage ist eine der ältesten Mühlen der Gemeinde Alfdorf.

## Lage
Die Siedlung liegt etwa drei Kilometer nördlich von Alfdorf, südlich von Kapf im Tal der Lein.

## Geschichte
Erstmals genannt wurde die Strübelmühle (mülin an der Lyn, die man nennet Strübelmülin) im Jahre 1379. Ganz in der Nähe befand sich die 1251 genannte, abgegangene Eisenmühle. Möglicherweise entstand die Strübelmühle als Nachfolgebauwerk. Sie war stets eng mit dem Strübelhof verbunden und gehörte einst den Herren von Leineck, die auf der Burg Leineck residierten. Nach dem Aussterben des Geschlechts erbten die Herren von Rinderbach das Anwesen und trennten die Mühle von der Burg. 1379 verkauften Johann und Konrad von Rinderbach die Mühle an das Geschlecht von Enderbach. Anschließend ging die Mühle an den Gmünder Patrizier Hans Feierabend und an das Siechenhaus zu Gmünd, von denen die Mühle 1436 an das Kloster Lorch kam, das sie schließlich 1644 an Georg Friedrich vom Holtz zu Niederholtz gegen ein Gut zu Vordersteinenberg abtrat. Um 1830 hatte die Getreide- und Ölmühle drei Wasserräder und befand sich im Besitz von Johannes Knödler, Schultheiß von Pfahlbronn. Die Wasserräder wurden später durch eine Ossberg-Turbine ersetzt.

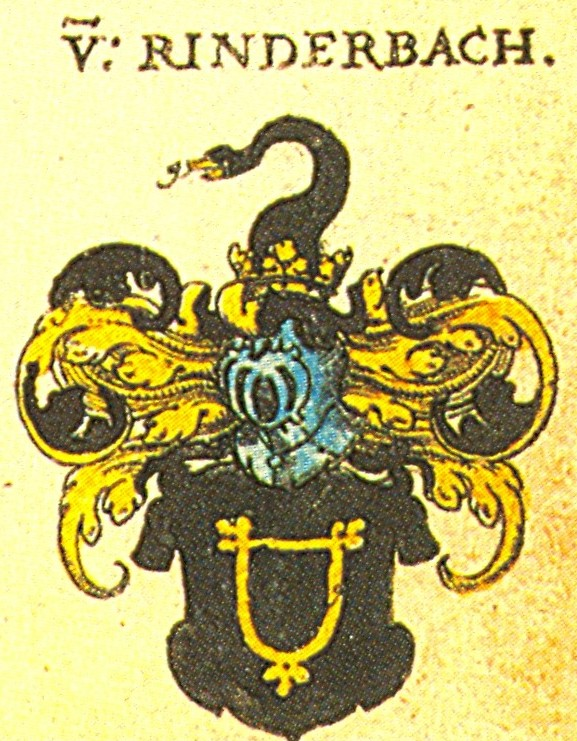
Herren von Rinderbach
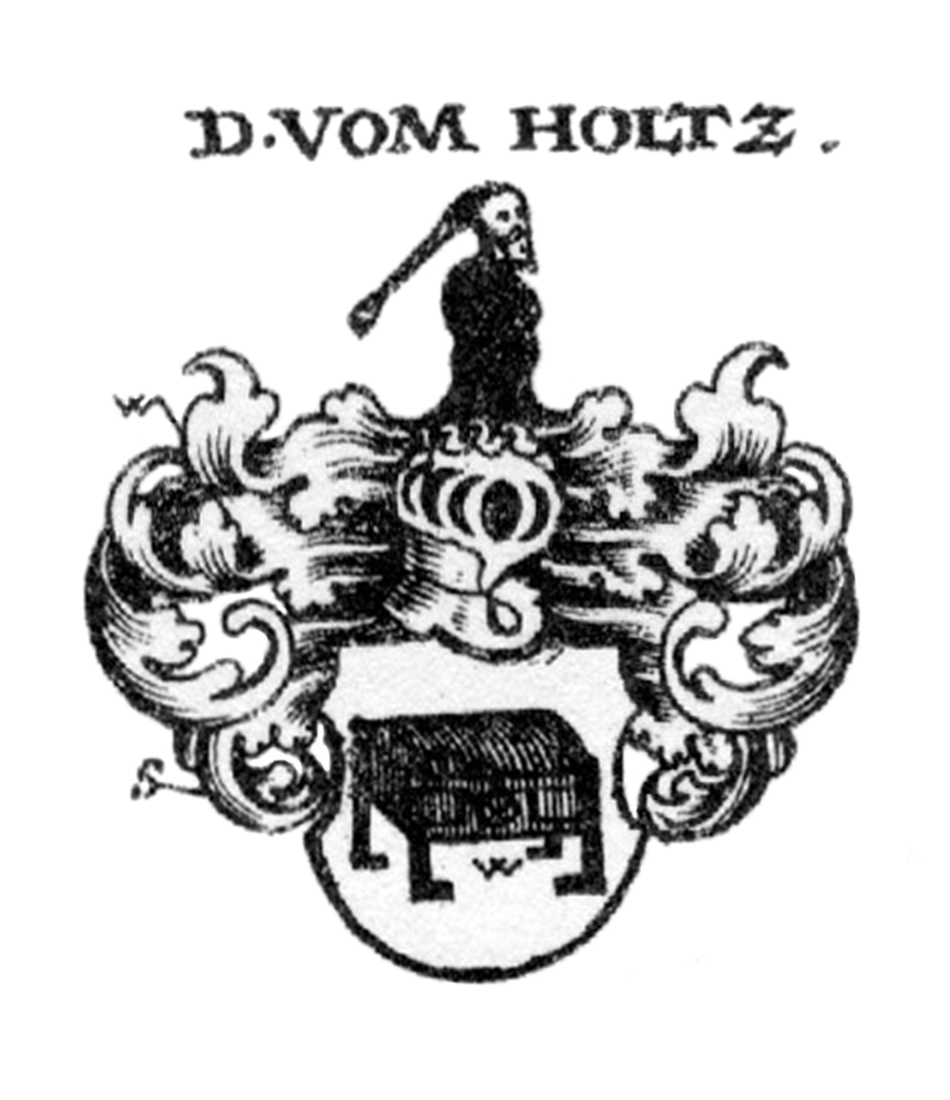
Herren vom Holtz